# Argyreia pomacea
Argyreia pomacea är en vindeväxtart som beskrevs av Jacques Denys Denis Choisy. Argyreia pomacea ingår i släktet Argyreia och familjen vindeväxter. Inga underarter finns listade i Catalogue of Life.